# Semecarpus albicans
Semecarpus albicans är en sumakväxtart som beskrevs av Carl Karl Adolf Georg Lauterbach. Semecarpus albicans ingår i släktet Semecarpus och familjen sumakväxter. Inga underarter finns listade i Catalogue of Life.